# アーデルハイト・ツー・シャウムブルク＝リッペ (1821-1899)
アーデルハイト・ツー・シャウムブルク＝リッペ（ドイツ語: Adelheid Prinzessin zu Schaumburg-Lippe, 1821年3月9日 - 1899年7月30日）は、ドイツの旧諸侯シャウムブルク＝リッペ家の侯女で、シュレースヴィヒ＝ホルシュタイン＝ゾンダーブルク＝グリュックスブルク公フリードリヒの妻。

## 生涯
シャウムブルク＝リッペ侯ゲオルク・ヴィルヘルムとその妻でヴァルデック＝ピルモント侯ゲオルク1世の娘であるイーダ・ツー・ヴァルデック＝ピルモントの間の第3子、次女としてビュッケブルクで生まれた。全名はアーデルハイト・クリスティーネ・ユリアーネ・シャルロッテ（Adelheid Christine Juliane Charlotte）。
1841年10月6日にビュッケブルクにおいてグリュックスブルク公子フリードリヒ（1878年に家督を継承）と結婚し、間に2男3女をもうけた。
1899年7月30日にイッツェホーで亡くなった。

## 子女
- マリー・カロリーネ・アウグステ・イーダ・ルイーゼ（1844年 - 1932年） - 1884年、ヘッセン＝フィリップスタール＝バルヒフェルト公子ヴィルヘルムと結婚
- フリードリヒ・フェルディナント・ゲオルク・クリスティアン・カール・ヴィルヘルム（1855年 - 1934年） - グリュックスブルク公爵家家長
- ルイーゼ・カロリーネ・ユリアーネ（英語版）（1858年 - 1936年） - 1891年、ヴァルデック＝ピルモント侯ゲオルク・ヴィクトルと結婚
- マリー・ヴィルヘルミーネ・ルイーゼ・イーダ・フリーデリケ・マティルデ・ヘルミーネ（1859年 - 1941年）
- アルブレヒト・クリスティアン・アドルフ・カール・オイゲン（1863年 - 1948年）

## 引用
1. ↑  Darryl Lundy (2003年1月26日). “Adelheid Prinzessin zu Schaumburg-Lippe”.  thePeerage.com. 2010年2月17日閲覧。
2. ↑  Paul Theroff. “LIPPE”.   Paul Theroff's Royal Genealogy Site. 2010年2月17日閲覧。